# Teatro Rossini (San Giuliano Terme)
Il Teatro Rossini è il teatro cittadino di Pontasserchio, frazione di San Giuliano Terme (PI).

## Storia e descrizione
Aperto nel 1922 e chiuso negli anni ottanta per motivi di inagibilità, il teatro è stato ristrutturato dall'amministrazione comunale nel 2001 e recuperato all'attività grazie a un progetto di ristrutturazione che ha riorganizzato i piani orizzontali tra la scena, l'arco scenico e la sala con la finalità di abbattere la quarta parete invisibile, quella del boccascena, del teatro tradizionale e superare la divisione tra pubblico e attori, tra sala e scena.
Il teatro recuperato risponde alla domanda collegata allo sviluppo del capoluogo come centro termale, ma con l'ingresso del comune di San Giuliano nella Fondazione Sipario Toscana, alla quale è stata affidata la gestione, esso può svolgere un importante ruolo anche nel comprensorio pisano.
Attraverso un bando pubblico indetto in data 11 aprile 2018, il 9 marzo 2019 il Teatro Rossini ha riaperto con una nuova gestione.